# Norbert Dobeleit
Norbert Dobeleit (* 17. července 1964, Renchen) je bývalý německý atlet, jehož specializací byl běh na 400 metrů.

## Kariéra
V roce 1983 byl členem vítězné západoněmecké štafety na 4 × 100 metrů na evropském juniorském šampionátu. Dalšího medailového úspěchu dosáhl na olympiádě v Soulu v roce 1988 jako člen bronzové západoněmecké štafety na 4 × 400 metrů. V roce 1990 se stal halovým mistrem Evropy v běhu na 400 metrů. Ve stejné sezóně vybojoval stříbrnou medaili na mistrovství Evropy ve Splitu ve štafetě na 4 × 400 metrů.